# Alfaroa manningii
Alfaroa manningii ist eine in Costa Rica endemische Baumart aus der Familie der Walnussgewächse (Juglandaceae). Im Gebiet ihres Vorkommens ist die Art ein geschätztes Nutzholz. Das Artepitheton ehrt den US-amerikanischen Botaniker Wayne Eyer Manning (1899–2004).

## Merkmale
Alfaroa manningii ist ein bis 24 m hoher Baum und erreicht Brusthöhendurchmesser von bis zu 90 cm. Brettwurzeln sind klein bis mittelgroß. Die Borke ist außen rötlichbraun, innen rosa und wird ganz innen orange bis gelb. Die Knospen und Zweige sind kahl. 
Die Blätter stehen gegenständig und sind kahl. Die Blattstiele sind 5 bis 9 cm lang, die Rhachis mit 90 bis 230, selten 50 bis 290 cm lang. Das Blatt besteht aus 8 bis 12, selten 6 bis 18 Fiederblättchen, die gegenständig oder annähernd gegenständig sind, ganzrandig und symmetrisch. Sie sind am Blattrand leicht zurückgerollt, der Blättchenstiel ist 2 bis 5 mm lang. 
Die weiblichen Blütenstände stehen endständig an den diesjährigen Trieben und sind steif und aufrecht. Jede Ähre enthält 40 bis 50 Blüten. Die männlichen Kätzchen stehen einzeln oder bis zu sechst wechsel- oder gegenständig und bilden gemeinsam eine zusammengezogene Rispe 
endständig an diesjährigen Trieben oder sie werden von Seitenknospen an vorjährigen Trieben gebildet. Sie werden bis 18 cm lang, sind lang und zur Blüte hängend. Selten kommen auch androgyne Rispen vor, in denen unten männliche Kätzchen stehen und oben eine weibliche Ähre. 
Die männlichen Blüten verströmen einen Gardenien-ähnlichen Duft, sie sind nicht gestielt. Am dreilappigen Tragblatt stehen vier Blütensegmente, die eine Haube bilden und von denen jedes drei der insgesamt 12 Staubblätter einschließt. Der Pollen ist in Polarsicht annähernd dreieckig und hat einen Durchmesser von 21,7 Mikrometer. Die weiblichen Blüten sind gestielt. Der Sockel der Blüte wird durch die Verschmelzung eines leicht dreilappigen Tragblattes mit einem Vorblatt-Rand gebildet. Die vier Kelchlappen reichen über die Narbe und bilden zur Blütezeit eine Kammer. Ein Griffel fehlt. Die Narbenlappen sind hufeisenförmig.
Die Frucht ist breit eiförmig, bis 3,5 cm im Durchmesser und 3 cm lang. Die Spitze ist leicht konkav. Der Kelch bleibt als 4 bis 5 mm langer Schnabel erhalten. An der Basis sitzt der bis 16 mm große, aus Trag- und Vorblatt entstandene, eher kreisrunde Lappen. Die Hülle ist ungleichmäßig, 1 bis 7,5 mm dick, die Oberfläche tief gefurcht mit 8 bis 12 deutlichen Längsrippen von der Spitze bis zum Äquator, die dann zur Basis hin verschwinden. Die Nussschale ist 1 bis 2 mm dick, schon in frischem Zustand hart. 
Die ersten zwei im Freien erscheinenden Blätter des Sämlings sind einfach, gegenständig oder wechselständig, und ganzrandig. Die nächsten Blätter sind zusammengesetzt. Die späteren Blätter sind dann auch gegenständig und ganzrandig.

## Verbreitung und Standorte
Alfaroa manningii kommt nur in einem kleinen Gebiet in Costa Rica vor, um Platanillo im Nordosten der Provinz Cartago. Die teils sehr großen Bäume wachsen im Regenwald in 650 bis 1200 m Seehöhe. Fruchtende Exemplare sind nur aus der Nähe des Rio Platanillo bekannt. Sie wächst häufig zusammen mit Oreomunnea pterocarpa.

## Belege
- Donald E. Stone: Juglandaceae, in: William Burger (Hrsg.): Flora Costaricensis, Fieldiana Botany, Band 40, 1977, S. 28–53, ISSN 0015-0746